# ニール・ハンセン
ニール・ハンセン（Neil Hansen、2005年8月18日 - ）は、南アフリカ共和国出身のラグビーユニオン選手。ジャパンラグビーリーグワンのコベルコ神戸スティーラーズに所属している。

## 略歴
2023年、南アフリカ共和国西ケープ州のU18ウェスタン・プロヴィンス代表に選ばれる。
2024年、南アフリカラグビー協会の第2回U19アカデミーキャンプに選出され、その後、ライオンズに加入しU19チーム、U21チームで出場した。
2025年5月、U20南アフリカ共和国代表として、ワールドラグビーU20チャンピオンシップでU20オーストラリア代表と対戦した。
2025年8月、ジャパンラグビーリーグワンのコベルコ神戸スティーラーズに加入。